# 아나톨리 구트만
아나톨리 야코블레비치 구트만(러시아어: Анатолий Яковлевич Гутман, 1889년 ~ 1933년)은 러시아의 언론인, 경제학자이다. 법학 박사로 간(Ган)이라는 가명으로도 알려져 있다.

## 생애
모스크바 신문에서 편집자 발행인으로 일했다. "캄메르체스키 뗄레그라프"(Коммерческий телеграф) 상트페테르부르크의 신문 "비르제보이 쿠리예르(Биржевой курьер)" 및 "예포하(Эпоха)"의 편집자 발행인으로 일했다. 1918에 구트만은 익셰보- 투킨 반란(Ижевско-Воткинское восстание)에 참여했다. 반란 당시에 그는 반군 신문 "봇킨스크 베스뜨니크(Воткинский вестник)"의 발행인이었다. 1918년 7월부터 구트만은 다양한 노동자들의 봉기에 참여했다. 그런 다음 그는 1918년 1월부터 우파(Уфа)에서 살았다. 옴스크(Омск)에서 1919년 1월부터 살았다. 그곳에서 신문사에서 일했다. "자랴(Заря)", "루스키 아르미야(Русская армия)"에서 일했다. 1919년 3월-1920년 1월에 블라디보스톡에서 그는 "루스키 예카나미스뜨"(Русский экономист) 신문을 발행했다.
얼마 동안 그는 도쿄에서 망명 생활을 했다. 망명생활 도중 "델라 로시(Дело России)" 신문을 출판했다. 그 후 1922년부터 중국, 독일 베를린, 프랑스 파리에서 신문 "세고드냐(Сегодня)", "룰(Руль)", "옵시이 델라(Общее дело)"등의 직원으로 일했다. 1930년대까지 구트만은 베를린에서 살았다. 브로니슬라바 벨렌코, 오데사에 있는 JCC 미그달 도서관에 일하며, 구트만에 대한 전기 기록에 따르면 일부 사람들을 구트만이 자살했다고 생각했다.

## 학술적 업적과 평가

### 피셔와 바넥의 자료집에 참여
시베리아와 소비에트 극동 전문가 피셔와 바넥은 공동출판물을 내었다. 콜챠크와 시베지역 상황에 대한 증언 자료이다. 바넥은 이 볼륨의 문서를 번역했다. 그 문서들의 윤곽은 아나톨리 구트만이 당시 작업하고 있던 서적의 윤곽과 많은 유사점을 지니고 있었고 구트만은 판매할 자료 목록을 보냈다.
- 정부 간 공식 서신, 외교관, 그리고 군대와 부대 지휘관

- 관청법

- 다양한 종류의 노트, 회고록, 신문, 그리고 일기장[1]

그는 다음과 같이 썼다:
이 특별한 경우에 내전의 참여자이자 분석가로서 나의 임무는, 내전의 역사를 연구하기 위해 당신의 도서관에 완전히 기록 자료를 주는 것입니다...나는 그 그 서류들에 대한 완전한 개요와 해설을 제안할 것이다.
He wrote:
My task as a participant and analyst of the civil war in this particular case,

is to give to your library a complete collection of documentary material to study the history of the civil war ...I wouldoffer to give a complete outline and commentary to the documents.
얼마 후 그는 바넥에게 편지를 보냈다:
두개의 서류 목록을 동봉한다. 서신, 그리고 볼가에서 태평양에 이르는 영토들에 대한 내전의 역사와 관련된 출판물들. 이자료들을 기초로 해서, 제가 여기서[베를린] 수집한 자료들 중 일부, 그리고 내가 12년 동안 세계를 돌아다니며 모은 극동을 여행하는 다른 사람들, 미국과 유럽.

Sometime later he wrote to Varneck:I enclose two lists of documents, correspondence, and publications relating to the history of the civil war on the territories fromthe Volga to the Pacific. On the basis of these materials, some ofwhich I collected here [in Berlin], and others during my twelveyears round the world travels over the Far East, United States andEurope.49
구트만은 바넥에게 이것을 피셔에게 보고해달라고 요청했고 마침내 피셔에게 제안하는 결정을 내리기를 희망한다. 긴 첨부파일은 약 150개의 항목을 나열한다. 그 중 많은 것들이 'The Testimony of Kolchak'에 사용되었다.

### 니콜라옙스크 사건
구트만의 니콜라옙스크 사건에 대해서도 학술적 업적을 인정받는다. 니콜라옙스크 사건은 트랴피친 군대에 의한 대규모 학살을 말한다. 트랴피친이 니콜라옙스크에서 대규모 학살을 벌였다는 사실은 러시아, 서구 역사학계 양쪽에서 정설이다. 러시아의 경우 알렉세이 게오르기예비치 테플랴코프의 2018년 논문, B.V.비어, E.G.말라페예프, A.N푸피긴의 2018년 논문, 세르게이 V. 그리샤체프 & 블라디미르 G 다트시셴의 2019년 논문, 이완종 박사의 2014년 문서해제 등 일관적으로 트랴피친 군대의 대규모 학살을 정설이라고 설명하고 있다. 미국의 경우 존 J 스테판의 1994년 서적, 커트 해커머 교수의 1998년 논문, 타티아나 린코바의 2018년 논문 등 러시아와 미국 양쪽에서 정설이다. 중화민국(대만) 중앙연구원 현대사 연구원 리 장의 2016년 논문, 한국 독립기념관 한국독립운동사연구소에서도 트랴피친이 니콜라옙스크에서 대규모 학살을 벌였다는 등 역사학계 일반적인 정설이다.

그리고 구트만이 서술한 니콜라옙스크 사건에 대한 역사서적은 역사학자들에게 인정받고 있다. 영국 잉글랜드 캔터베리의 켄트 대학 역사학 교수 이안 R 스톤의 경우 구트만의 저서가 객관적이지 않고 편향적인 점에서 문제가 있다는 점을 우선 지적하고 있다. 그러나 구트만의 책에 대해서 다음과 같은 결론을 내리고 있다.
저자의 편견에도 불구하고, 그 자체로 흥미로운 건, 이 책은 러시아에서의 연합 개입이 끝나갈 무렵에 일어난 중요한 사건과 그 시대의 일반적인 역사에서 무시되거나 기껏해야 거의 언급되지 않았던 사건에 대한 근현대적인 설명으로 평가되어야 한다. 모든 사건을 상세히 설명하고 있을 뿐 아니라, 저자는 그 사건을 전반적인 정치적 맥락에 놓으려고 시도 했고, 예를 들어, 만약 그런 일이 일어나지 않았다면, 일본인들이 지역과 사할린 북부의 점령을 정당화하기 위해 다른 이유를 고안했을 것이라는 것이다.

세르게이 V. 그리샤체프 & 블라디미르 G 다트시셴의 2019년 논문에서도 구트만의 기록을 역사적 기록이라 인정하며 소련과 현대 러시아 학자들의 서적처럼 학계의 연구중 일부로 인정한다.
그러나 또 다른 역사적 기록이 있다. 이미 1924년에, 호평을 받은 언론인 아나톨리 간(아나톨리 야 구트만의 필명) 그의 저서 'Nikolaevsk-on-Amur: 극동에서의 내전의 에피소드' (Gibel Nikolaevskana-Amure: Stranitsy iz istorii grazhdanskoĭ voĭny na Dal′nem Vostoke)로 사건의 연대기를 발표했다. 간은 내전 당시 시베리아와 극동을 여행했다. 그는 1919년부터 1920년까지 연해주에서 살았다. 따라서 1920년 봄의 잔혹한 사건에 대해 보도할 수 있는 좋은 위치에 있었다.
알렉세이 게오르기예비치 테플랴코프는 2013년 논문에서 구트만의 저작을 아래와 같이 설명한다.
트랴피친 현상의 최초이자 가장 권위있는 연구원이 통찰력 있게 쓴 것처럼[이 때 주석에서 소개하는 문헌이 "20. Гутман А.Я. (Анатолий Ган) Гибель Николаевска на Амуре. Страницы из истории войны на Дальнем Востоке. — Берлин, 1924. С. 9."이다.]

학계에서 구트만의 연구는 인정받고 있다.

## 저서[2]
- ольшевизм и Германия. Шанхай. 1921.

- Гибель Николаевска на Амуре : страницы из истории гражданской войны на Дальнем Востоке. Берлин. 1924.

- Английский перевод: Gutman, Anatoly. Ella Lury Wiswell (trans.); Richard A. Pierce (ed.) The Destruction of Nikolaevsk-on-Amur, An Episode in the Russian Civil War in the Far East. — Limestone Press, 1993. — ISBN 0-919642-35-7.

- А. Я. Гутман Ижевское восстание. Белое дело. Летопись белой борьбы. Кн. 3. Берлин, 1927.